# Crveni krst
Pour l'une des quartiers de la ville de Belgrade, voir Crveni krst (Belgrade).
Crveni krst (en serbe cyrillique : Црвени крст) est une municipalité de Serbie située dans le district de Nišava. Elle fait partie des cinq municipalités formant la ville de Niš. Au recensement de 2011, elle comptait 31 762 habitants.
Crveni krst constitue un important carrefour ferroviaire, où se rejoignent les lignes provenant d'Istanbul et d'Athènes, en direction de Belgrade. Le nom de Crveni krst signifie la « croix rouge ». Le souvenir d'Henri Dunant est associé à la municipalité. Pendant la Seconde Guerre mondiale, Crveni krst a abrité un camp de concentration.

## Localités de la municipalité de Crveni krst

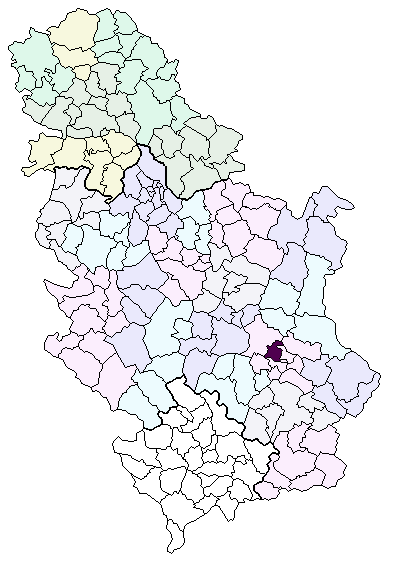
Localisation de la municipalité de Crveni krst en Serbie

La municipalité de Crveni krst compte 24 localités :
| - Berčinac - Vele Polje - Vrtište - Gornja Toponica - Gornja Trnava - Gornji Komren - Donja Toponica - Donja Trnava - Donji Komren - Kravlje - Leskovik - Medoševac | - Mezgraja - Miljkovac - Niš (en partie) - Paligrace - Paljina - Popovac - Rujnik - Sečanica - Supovac - Trupale - Hum - Čamurlija |

## Démographie
| 2002   | 2011   |
| ------ | ------ |
| 33 452 | 31 762 |

## Politique
À la suite des élections locales serbes de 2008, les 21 sièges de l'assemblée municipale de Crnevi krst se répartissaient de la manière suivante :
| Parti                                                                         | Sièges |
| ----------------------------------------------------------------------------- | ------ |
| Parti radical serbe                                                           | 10     |
| Parti démocratique                                                            | 4      |
| G17 Plus                                                                      | 3      |
| Parti socialiste de Serbie - Parti des retraités unis de Serbie - Serbie unie | 2      |
| Parti démocratique de Serbie                                                  | 1      |
| Nouvelle Serbie                                                               | 1      |

Dragan Bojković, membre du Parti radical serbe, a été élu président (maire) de la municipalité.